# ジェゼロ

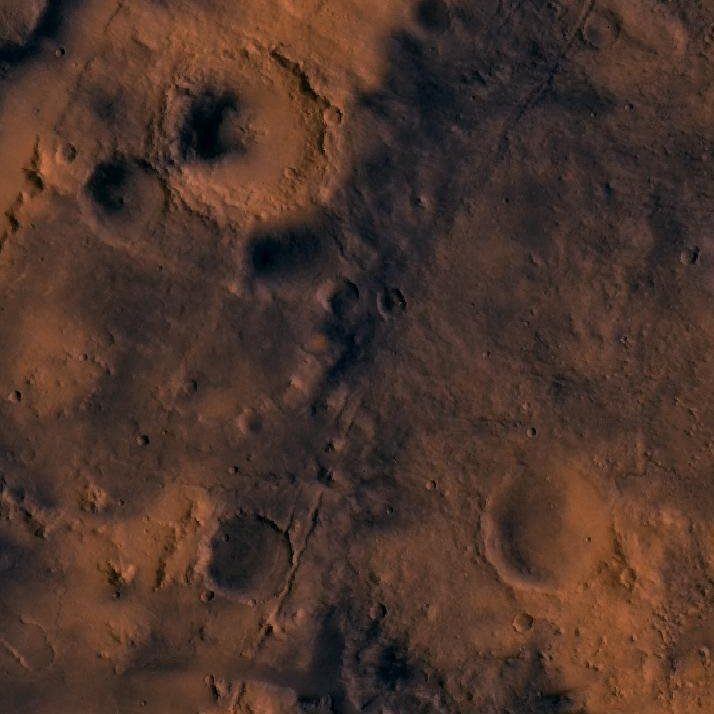
バイキング1号が捉えた火星の写真。右下のクレーターがジェゼロである。

ジェゼロは、火星の大シルチス台地北緯18度51分18秒 東経77度31分08秒 / 北緯18.855度 東経77.519度に位置するクレーターである。直径は約49km。
2007年にこのクレーターの名前がボスニア・ヘルツェゴビナの町イェゼロにちなんで名付けられた。チェコ語、ボスニア語、クロアチア語、セルビア語、スロベニア語などのスラブ語ではイェゼロは湖を意味する。
三角州の堆積物に粘土が多いことからかつて洪水が起こったと考えられている。火星初期のバレーネットワークの形成途中だった時代には湖が存在していたと考えられているため火星の生命の存在を位置づける可能性があると注目されていた。そして2018年11月、マーズ2020の着陸予定地としてジェゼロが選ばれたことが発表された。

## 概要
ジェゼロに生命があると予想されているのは水が長い間存在していたと考えられるからである。ジェゼロには三角州があるが、三角州の形成には100万~1000万年ほどの月日がかかる。クレーターの周辺には粘土鉱物も発見されており、マーズ・リコネッサンス・オービターなどが確認した。
2015年3月、水がクレーターに存在した時期は2回以上はあることが発表された。ジェゼロには北部と西部に2つの川があり、どちらにも三角州に似た地形をもつ。
クレーターの長さが長いためクレーターは深いと予想されている。逆に予想より少ない場合はクレーターに堆積している証拠でもある。クレーターの堆積物は1kmにも及び、ほとんどが北部と西部にある川から運搬されてきたものと思われている。

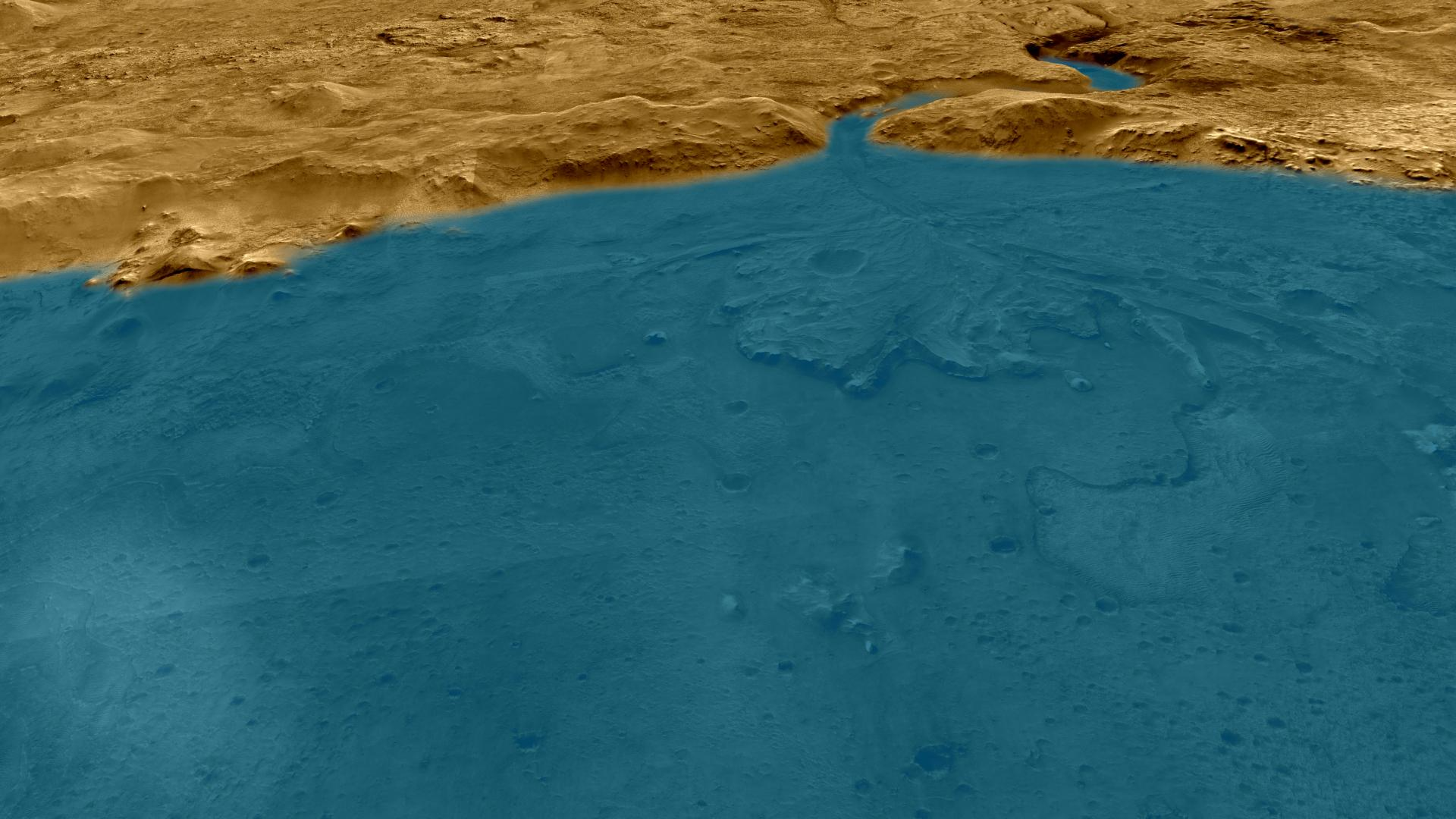
何十億年も前にジェゼロにあった湖(予想図)

## マーズ2020

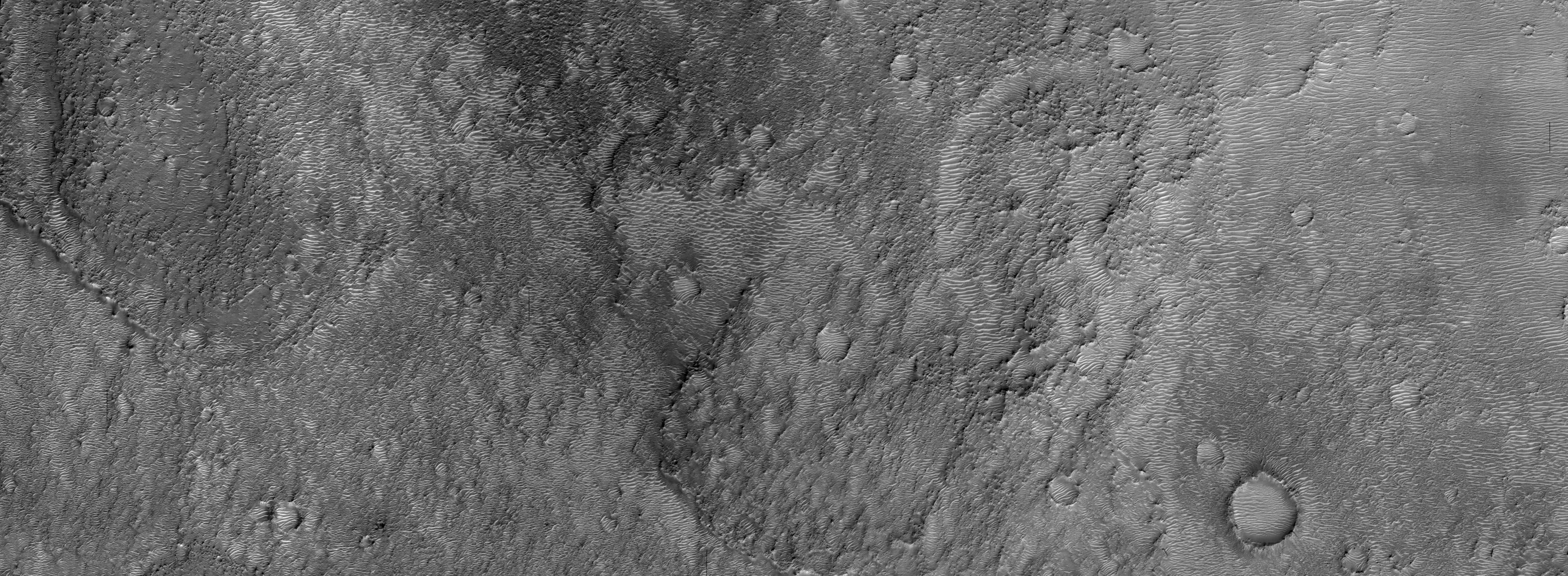
マーズ2020を着陸させることが
提案されているジェゼロ

ジェゼロはかつてMSLにおいての着陸場所としても考慮されていたがマーズ2020が着陸することが決まった。
マーズ2020の目的として古代にあったと考えられる生命の証拠を探すことがまず挙げられる。探査機を安全に着陸させるためには幅20kmで凸凹のない丸い球面のような場所が必要とされる。地質学者は堆積層を調べるために水がかつて溜まっていた場所の検査を期待している。
2021年2月18日、マーズ2020が当クレーターに着地した。